# 沈阳市第四中学

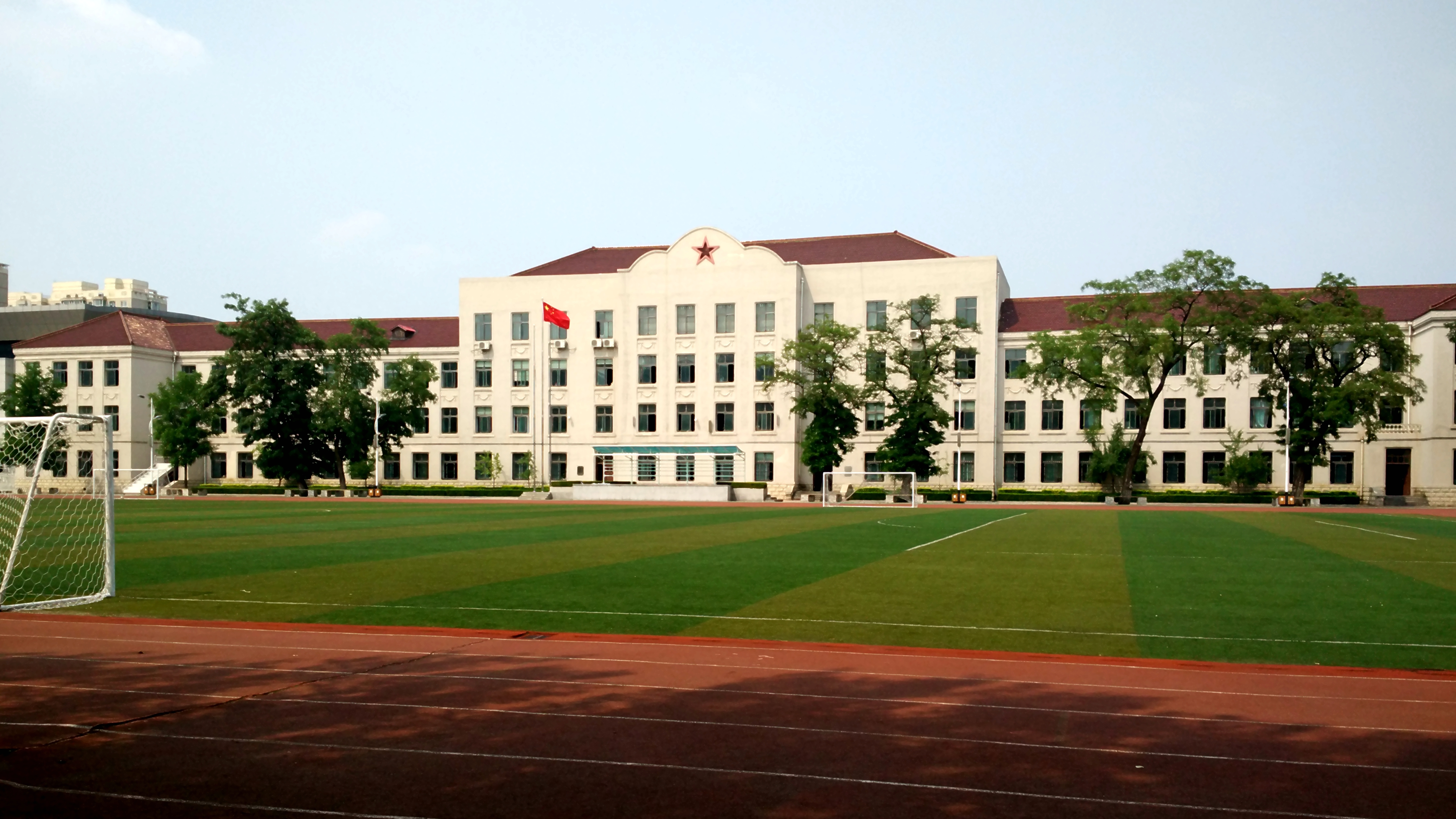
沈阳四中的主教学楼。

沈阳市第四中学是中国辽宁省沈阳市的一所公办高级中学，创办于1952年，隶属于沈阳市教育局，为辽宁省首批重点中学。学校现址位于沈阳市铁西区南九中路41号，占地面积57834平方米。现任校长为晁文生。

## 学校文化

### 校训
自强不息，盛德修业

### 校风
团结协作，求实创新

### 教风
诲人不倦，为人师表

### 学风
勤学博识，善思进取

### 教育理念
绿色四中，数字四中

### 校徽
- 徽标中心图案是旋转30度上升形成的“4”字的变形体，形如海燕，象征着四中成长飞翔，寄寓着四中人拼搏向上、不断进取的信念。

- 四种色彩：红色代表四中人开拓进取，勇攀高峰；蓝色代表求和，勤奋务实，探索未来；绿色代表生命，健康茁壮，搏击人生；黄色代表业绩，谦逊严谨，创造辉煌。

- 四环相依，交相辉映，蕴蓄着生生不息的信念和协同共进的精神。

### 校歌
《飞翔吧！四中》（李启东曲，李烨焓词）

## 校园环境

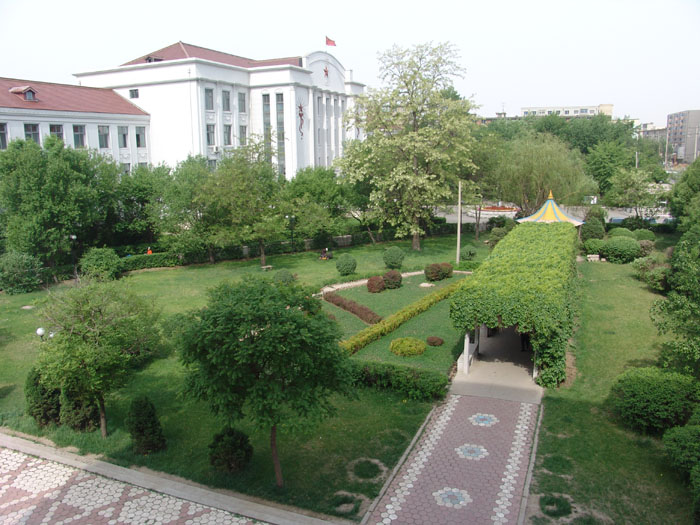
沈阳四中校园。

沈阳四中设有现代化多媒体教室、多功能报告厅、音乐美术教室、物理化学生物实验室、电子阅览室、图书馆、标准400米跑道塑胶运动场、食堂和体育馆。

## 办学情况
沈阳四中1980年被评为辽宁省首批省级重点中学，2003年被评为辽宁省示范性普通高中。该校拥有一支由市教育专家、省特级教师、省市区优秀教师、名师等组成的师德高尚、业务精湛的教师队伍，其中具有研究生水平的教师已达50%以上。目前，学校设置三个年级，采取小班分组式教学模式，每班不多于36人。目前，学生课外活动日趋丰富，有田径运动会、读书节、英语口语大赛、篮球联赛、足球联赛、成人典礼、校庆文艺演出、新年联欢会等活动，又发展了诸多学生社团组织。长期以来，该校与当地同为辽宁省重点中学的沈阳市第三十一中学存在招生上的竞争。

## 历史沿革

### 学校创建
1949年以前，沈阳曾存在过辽宁省立沈阳第四中学（简称省四中），是沈阳市第二中学的前身之一。1948年11月，中共新政权的沈阳市教育局根据东北行政委员会的指示，接管国民党政府设立的沈阳市立第四中学（简称市四中）。1949年3月，沈阳市教育局确定第四中学为重点学校，任命中共干部王文琦为校长。1950年末，四中校舍征作军用，因此四中撤销，部分学生又转至沈阳二中。1952年12月东北人民政府与沈阳市政府决定在铁西新建第四中学。校址在沈阳市铁西区保工街四段十五里8号，座落在铁西齐贤到保工街南十路和南八路之间。初建校时，校名为“沈阳市铁西标准中学”，后更名为“沈阳市第四中学”，又恢复了沈阳市第四中学校名。1953年9月，中央人民政府政务院副总理郭沫若为学校题写校牌，沿用至今。

### 机构演变
1952年建校时，学校实行“校长负责制”。党组织是校际联合支部，对学校工作实行保证、监督。学校重大事情，召开党政工青联席会议决定。
1955年后，学校在党支部领导下，校长分工负责。党支部书记、校长由中共沈阳市委员会、沈阳市人民政府任命。
1958年，曾一度试行党支部领导下，校务委员会制。学校行政机构有教务处、总务处及各科教学研究组。这种形式一直延续到1966年“文化大革命”开始。
1966年6月“文化大革命”开始，在市委工作组主持下成立“沈阳市第四中学文化革命委员会”任命党支部副书记富乃昌任副主任。
不久批判资产阶级反动路线，工作组撤走，“革命委员会”不复存在。之后，学校领导机构形成瘫痪状态，师生分三派自行活动。
1967年初中国人民解放军毛泽东思想宣传队进驻学校，学习天津延安中学复课闹革命的经验，在“复课闹革命”的号召下，由三派的群众组织协商派出代表，联合组成“复课闹革命临时领导小组”，动员学生返校复课。不久，“临时领导小组”被“反逆流”冲垮，复课闹革命未成。
1968年8月，随着各地相继成立“革命委员会”，“沈阳市第四中学革命委员会”也宣告成立。1968年末工人毛泽东思想宣传队进驻学校占领上层建筑领域。最初定沈阳标准件厂工宣队进驻四中，不久又换来沈阳鼓风机厂工宣队。至此，学校在工宣队领导下开展“清理阶级队伍”和各项工作直至1977年工宣队撤离学校。
1980年学校被定为县团级建制，同年改党委一元化领导的主任制为党支部领导下的校长负责制，于1987年再改为校长负责制至今。

## 所获荣誉
- 中央教育科学研究所的教育科研先进学校
- 国家教育部重点课题实验基地
- 国家教育部全日制中小学科研兴校示范基地
- 国家教育部培养体育后备人才学校
- 全国科学教育实验基地
- 辽宁省中小学双语教学实验先进学校
- 辽宁省中小学间操大课间活动优秀单位
- 辽宁省陶行知教育思想研究实验基地
- 辽宁省贯彻落实《学校体育工作条例》优秀学校
- 辽宁省示范性高中
- 辽宁省文明学校
- 辽宁省中小学图书馆示范校
- 辽宁省机关档案工作省一级单位
- 沈阳市标准化高中
- 沈阳市文明单位
- 沈阳市平安校园
- 沈阳市花园式学校
- 沈阳市十佳学校
- 沈阳市教研基地学校
- 沈阳市教育信息化示范学校
- 沈阳市学生军训工作先进单位
- 沈阳市关心下一代工作先进单位
- 沈阳市德育示范校
- 沈阳市综合治理先进单位
- 沈阳市绿色网吧学校
- 沈阳市先进团委
- 沈阳市五四红旗团委标兵
- 沈阳市招生考试研究会先进会员单位
- 沈阳市优秀规范考点
- 沈阳市体育特色学校
- 沈阳市双语模范教学基地
- 沈阳市青少年科技教育星级学校
- 沈阳市中小学科技特色学校
- 沈阳市中小学图书馆一级馆
- 沈阳市“五一”先锋号单位
- 沈阳市对外开放窗口学校
- 沈阳市公共服务单位百姓口碑金榜单位[3]

## 知名校友
- 董文华（1980届）：中国人民解放军歌舞团国家一级演员、中国著名歌唱家[4]
- 张永义（1966届）：中国人民解放军海军中将、海军前副司令员[5]，曾任中国首艘航空母舰“辽宁舰”舰载机试验训练总指挥[6]